# Rudolf Brockhaus

Rudolf Brockhaus
(1856–1932)

Rudolf Brockhaus (* 13. Februar 1856 in Elberfeld; † 19. September 1932 ebenda) war ein deutscher Prediger und Autor der Brüderbewegung. Nach ihm ist der R. Brockhaus Verlag benannt.

## Leben
Rudolf Brockhaus war das fünfte Kind von Carl Brockhaus, dem Gründervater der deutschen Brüderbewegung, und seiner Frau Emilie geb. Löwen.
Nach dem Abitur am Gymnasium in Elberfeld absolvierte Rudolf Brockhaus in Mülheim an der Ruhr und Elberfeld eine technische Lehre, bevor er als Einjährig-Freiwilliger in das Grenadier-Regiment „Königin Olga“ in Stuttgart eintrat. Während dieser Zeit übernahm er in der Stuttgarter („geschlossenen“) Brüdergemeinde erste Predigtaufgaben. Dadurch ermutigt, gab er seinen ursprünglichen Plan, im Anschluss an seinen Militärdienst eine höhere Bauschule zu besuchen, auf und trat in den Verlag seines Vaters ein, wo er bald die Schriftleitung der evangelistischen Zeitschrift Samenkörner übernahm und an der laufenden Überarbeitung der Elberfelder Bibel mitwirkte. Daneben versah er in zunehmendem Maße Predigt- und Seelsorgerdienste in den Brüdergemeinden, z. T. noch gemeinsam mit älteren „Brüdern“ (so begleitete er einmal John Nelson Darby auf einer Reise in die Schweiz).
1881 heiratete er Therese Scheidt (1858–1951) aus Mülheim, die Tochter seines ehemaligen Ausbilders. Aus der Ehe gingen zwölf Kinder hervor.
Um 1890 übernahm Rudolf Brockhaus von seinem Vater die Herausgabe des Botschafters des Heils in Christo, der führenden Lehrzeitschrift der deutschen „geschlossenen Brüder“. 1894 ließ er den väterlichen Verlag unter dem Namen R. Brockhaus Verlag erstmals gerichtlich eintragen.
In den folgenden knapp vier Jahrzehnten bis zu seinem Tod etablierte sich Rudolf Brockhaus als maßgebliche Führerpersönlichkeit der „geschlossenen Brüder“ in Deutschland. Durch seine zahlreichen Aufsätze im Botschafter, die oft auch als Separatdrucke erschienen, sowie durch seine schriftlichen Auseinandersetzungen mit andersdenkenden Christen (z. B. mit den Freien evangelischen Gemeinden 1912/13 oder mit den „offenen Brüdern“ 1920–27) prägte er Theologie und Selbstverständnis der „geschlossenen Brüder“ nachhaltig. Sein klarer und systematischer Stil macht seine Schriften für viele „geschlossene Brüder“ bis heute zu Standardwerken. Auch als Liederdichter und Liedübersetzer trat er hervor; in den von den meisten Brüdergemeinden verwendeten Liederbüchern Geistliche Lieder und Glaubenslieder sind elf Texte von ihm enthalten.
Nach Rudolf Brockhaus’ Tod übernahm sein ältester Sohn Wilhelm (1882–1964) die Leitung des Verlags und die Redaktion des Botschafters, ohne allerdings eine vergleichbare Lehrautorität auszuüben.

## Schriften (Auswahl)
Alle Schriften erschienen im R. Brockhaus Verlag, Elberfeld.
- Über das Verhalten der Gläubigen zur Ehe (1899)
- Die Ehe des Christen oder Gedanken über das Verhalten des Gläubigen in der Ehe (1899)
- Die Gnade Gottes. Eine Betrachtung über Titus 2, 11–13 (1901)
- Gethsemane (1903)
- Gibt es eine Auferstehung des Leibes? Drei Vorträge (1904)
- Die Gabe des Heiligen Geistes (1906)
- Die Versammlung oder Gemeinde (1911)
- Die Versammlung, das Haus Gottes und der Leib Christi (1912)
- Älteste und Diener (1912)
- Die Versammlung des lebendigen Gottes (1912; Gesamtausgabe der drei vorstehenden Titel)
- Die Einheit des Leibes Christi. Ein Wort in Erwiderung auf die Schrift von G. Nagel: „Die Zerrissenheit des Gottesvolkes in der Gegenwart“ (1913)
- Hütet euch! Ein Wort der Warnung für die gegenwärtige Zeit (1919)
- Unsterblichkeit der Seele, Seelenschlaf und ewige Verdammnis (1920)
- Ich komme bald! Ein Wort über die „Ankunft“ und die „Erscheinung“ unseres Herrn Jesus Christus (1920)
- Die Versammlung und die Zucht (1920)
- „Er ist die Sühnung für unsere Sünden.“ (1. Joh. 2, 2.) Ein Wort über Versöhnung, Sühnung und Stellvertretung (1922)
- Christus oder der Antichrist? Wen erwarten wir? (1922)
- Der Unterschied zwischen Abendmahl und Tisch des Herrn (1922)
- Nach Wahl der Gnade (1925)
- Das Reich Gottes (1925)
- Der Tisch des Herrn (1925)
- Da bin ich in ihrer Mitte (1926)
- Die Braut, das Weib des Lammes (1926)
- Was ist Anbetung? (1927)
- Wie kann ich wissen, daß ich auserwählt bin? (1928)
- Gedanken über den Brief an die Römer (1930)
- Der Richterstuhl und der Gläubige (1931)
- Gibt es eine Allversöhnung? (1931)
- Gedanken über den Brief an die Galater (1932)
- Ein Wort über die christliche Taufe (1932)